# Tuscola County
Tuscola County is een county in de Amerikaanse staat Michigan.
De county heeft een landoppervlakte van 2.104 km² en telt 58.266 inwoners (volkstelling 2000). De hoofdplaats is Caro.